# Molen Van Hecke
De Molen Van Hecke is een windmolenrestant in de tot de Oost-Vlaamse gemeente Gent behorende plaats Desteldonk, gelegen nabij de Nokerstraat 46.
Deze ronde stenen molen van het type beltmolen fungeerde als korenmolen.

## Geschiedenis
Tissen 1775 en 1830 werd nabij deze plaats een standerdmolen opgericht die fungeerde als korenmolen en oliemolen. In 1835 kwam een rosmolen tot stand nabij het molenaarshuis op nummer 46. In 1876 werd deze gesloopt en kwam er een door stoomkracht aangedreven maalderij voor in de plaats.
In 1904 werd de standerdmolen gesloopt en een stenen molen gebouwd, evenals een nieuwe stoommaalderij. In 1950 werd de molen ontmanteld maar de elektrische maalderij, die ook in de molen aanwezig was, bleef in werking. De molenbelt werd afgegraven.
In de molenromp zijn nog inrichtingen van zowel het windbedrijf als het motorbedrijf aanwezig. De motormaalinrichting wordt nog sporadisch gebruikt.
- Inventaris van het Bouwkundig Erfgoed (Vlaanderen): 26242